# محمد بن أحمد العروسي
محمد بن أحمد بن موسى بن داود العروسي الشيخ الرابع عشر للأزهر وهو أول شيخ للأزهر وُلِّيَ أبوه مشيخة الأزهر من قبله، وكان يفصل بين أبيه وبينه الشيخان الشرقاوي والشنواني. أخذ مكان والده في التدريس للطلبة من الصباح إلى المساء وهذا ما شغله عن التصنيف فلم تؤثر عنه إلا إجازة واحدة. أطفأ بحسن تأنيه للأمور فتنة طائفية كادت تشتعل بسبب فتوى تحرم أكل ذبائح أهل الكتاب.
| قبلــه: محمد الشنواني | شيخ الجامع الأزهر الرابع عشر (1233 هـ - 1245 هـ / 1818م - 1829م) | بعــده: أحمد بن علي الدمهوجي |